# بني لنت الفوقية (بني لنت)
بني لنت الفوقية هي إحدى مشيخات المملكة المغربية، تتبع جغرافيا لإقليم تازة وإداريًا لبني لنت. يقدر عدد سكانها بـ 5592 نسمة حسب الإحصاء الرسمي للسكان والسكنى لسنة 2004.